# شارو-آرگون
شارو-آرگون (به لاتین: Sharo-Argun) یک منطقهٔ مسکونی در روسیه است که در چچن واقع شده‌است. شارو-آرگون ۳۰۳ نفر جمعیت دارد.